# Huňatec žlutopásný
Huňatec žlutopásný (Psodos quadrifaria) je drobný, leč nápadný motýl z čeledi píďalkovitých, vyskytující se omezeně i v České republice.

## Rozšíření
Jedná se o zástupce alpinské fauny; jeho biotopem jsou vysokohorské louky nad hranicí lesa.
Vyskytuje se ostrůvkovitě v horách a velehorách napříč Evropou. Je znám z Alp, Pyrenejí a Vysokých Tater, na území ČR se vyskytuje v Krkonoších. V Červeném seznamu bezobratlých ČR (2016) je veden jako druh téměř ohrožený.

## Popis

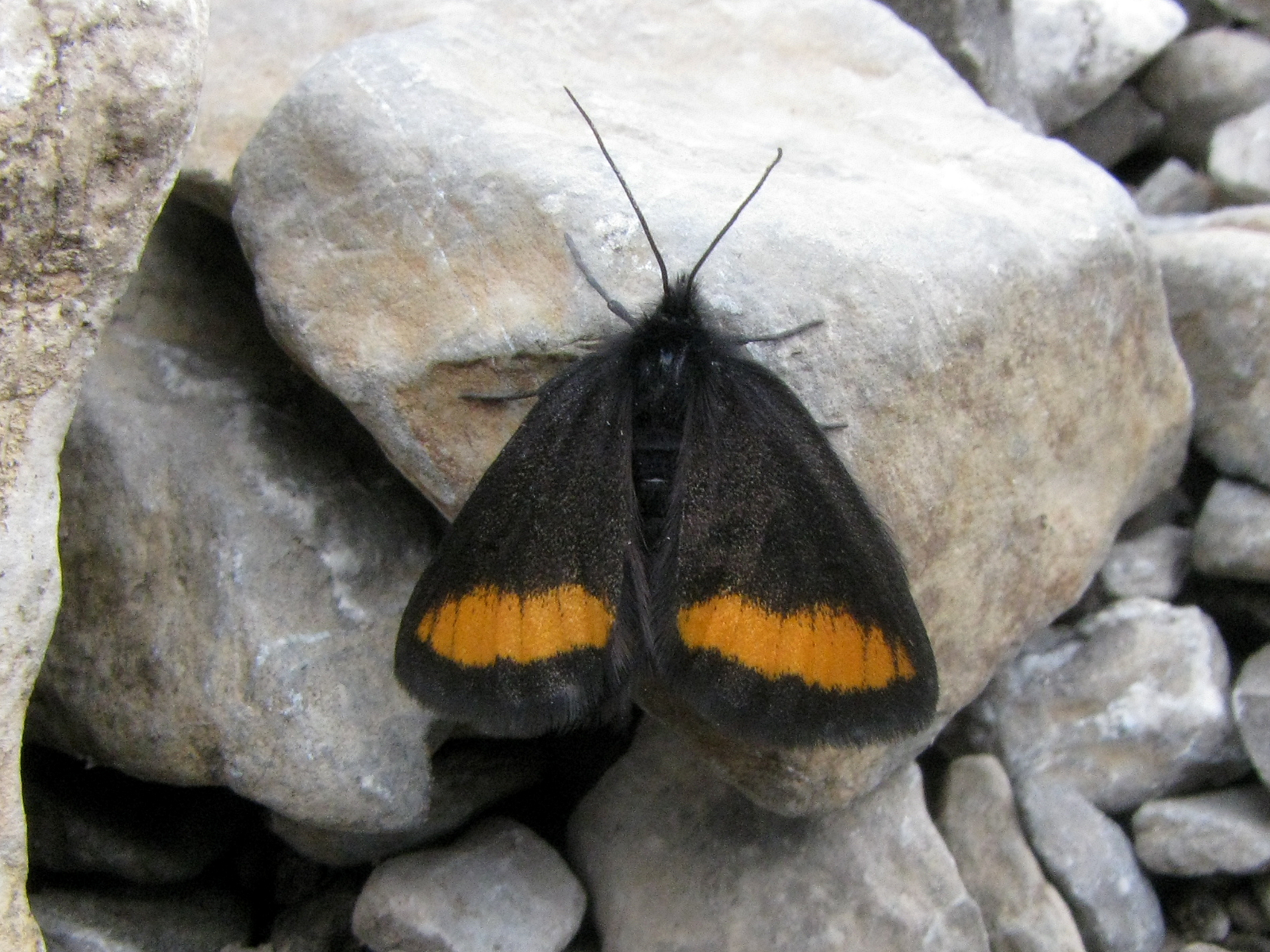
Imago odpočívající se složenými křídly

Délka předního křídla je 10–14 mm. Základní barvou křídel je černohnědá až černá, přes křídla se v zadní třetině táhne široká, pomerančově oranžová páska. Přední i zadní křídla mají stejné zbarvení i kresbu, a to jak na líci, tak na rubu. V důsledku ostrůvkovitého rozšíření ale dochází ke vzniku lokálních forem, které se zbarvením křídel mohou mírně lišit.
Tělo huňatce žlutopásného je černohnědé, hustě ochlupené.
Housenkou je hnědozelená zavalitá píďalka se světlým páskem na bocích.

## Bionomie
Létá od června do srpna. Ačkoli se taxonomicky jedná o nočního motýla, na stanovištích se s ním lze setkat i ve dne.
Housenka se vyvíjí od léta do jara následujícího roku, je tedy přezimujícím stádiem.